# Danville Wings
Danville Wings var ett amerikanskt juniorishockeylag som var baserat i Danville, Illinois och spelade i North American Hockey League (NAHL) och United States Hockey League (USHL) mellan 1994 och 2003 respektive 2003 och 2004, när de blev flyttade till Indianapolis, Indiana för att vara Indiana Ice. 
Laget bildades 1988 med namnet Western Michigan Wolves för att spela i NAHL, det blev dock bara ett år som Wolves innan de ändrade namn till Kalamazoo Jr. Wings. 2003 anslöt de sig till USHL och ett år senare ändrades namnet till Indiana Ice. De vann inga troféer under sin existens vare sig i NAHL eller USHL.